# Brauntinamu

Verbreitungsgebiet des Brauntinamus

Das Brauntinamu (Crypturellus soui) ist eine Vogelart aus der Familie der Steißhühner (Tinamidae), Syn. Tinamus soui.
Der Vogel kommt in Zentralamerika, im Nordwesten Südamerikas, im Amazonasbecken, im Orinocobecken, im Südosten des Mata Atlântica in Brasilien sowie auf der Insel Trinidad vor.
Der Lebensraum umfasst Waldränder im schattigen Primärwald und dichtem Sekundärwald bis 1500 m.
Der Artzusatz kommt vom lautmalerischen Namen des Vogels in der Sprache der Kariben.

## Merkmale
Die Art ist 20–24 cm groß, wiegt im Mittel 197 (Männchen) bzw. 235 g (Weibchen). Sie hat einen kurzen Schwanz und kurze, gerundete Flügel und ähneln Wachteln. Das Gefieder ist hauptsächlich dunkel-braun, die Unterseite blasser. Die Kopfkappe ist schwärzlich, die Kopfseiten sind dunkel-grau. Im Gegensatz zu anderen Tinamus ist nur wenig Bänderung zu sehen. Die Oberseite ist dunkel grau-braun, olivbraun oder rotbraun. Die Kehle ist weiß, manchmal etwas rötlich schimmernd, die Brust hat etwas grau, die Flanken haben keine oder nur angedeutete Bänderung, die übrige Unterseite ist ocker-, zimtfarben oder rötlich. Die Iris ist grau, hell-braun oder orangefarben, der Schnabel oberseitig schwärzlich, unten grau oder gelb mit dunklerer Spitze. Die Füße sind grünlich-gelb bis oliv.
Beim Weibchen ist das Gefieder leuchtender und mehr rötlich schimmernd. Jungvögel sind weißlich-schwarz gefleckt, die Unterschwanzdecke ist gebändert.
Der Vogel kommt im gleichen Lebensraum wie andere Tinamus vor, kann aber in der Regel durch seine geringe Größe und das einfarbige Gefieder unterschieden werden.
Graukehltinamu (C. boucardi) und Buschtinamu (C. cinnamomeus) sind größer und haben rote Füße. Dem Brauntinamu am ähnlichsten ist der Kastanientinamu (C. obsoletus)
Der Kastanientinamu (C. obsoletus) kommt in größeren Höhenlagen als der Brauntinamu vor, er ist auch etwas größer und hat eine graue, nicht weiße Kehle und ist an den Flanken mehr gebändert.

## Geografische Variation
Es werden folgende Unterarten anerkannt:
- C. s. meserythrus (P. L. Sclater, 1860), – tropischer Süden Mexikos bis Belize, Honduras und Südotnicaragua, farbenfroh, deutlicher Sexualdimorphismus, Scheitel und Brust dunkler grau, Bauchregion deutlich röter. Beim Weibchen rotbraunere Schwanzdecken, innere Handschwingen mit rotbraunen Rändern und breiten Spitzen, ähnlicher dem C. s. panamensis
- C. s. modestus (Cabanis, 1869), – Costa Rica und Westpanama, beide Geschlechter praktisch gleich, oben grau-braun, Nacken und Brust grau, in helles ocker zur Unterseite hin übergehend. Ähnlicher dem C. s. panamensis, aber blasser und grauer oben, Unterseite mehr ockerfarben, blasser als C. s. capnodes
- C. s. capnodes (Wetmore, 1963), – feuchtes Tiefland im Nordwesten Panamas, gegenüber dem C. s. modestus dunkler, Oberseite dunkler rotbraun, Scheitel schwärzer, Nacken und obere Brust dunkler grau
- C. s. poliocephalus (Aldrich, 1937), – Pazifikseite Panamas (Provinz Veraguas bis zur Panamakanalzone, einschließlich der Isla del Rey), Weibchen mehr rotbraun gefärbt, Kopf brauner, weniger schwärzlich. Männchen oben brauner, Unterseite mehr zimtfarben
- C. s. panamensis (Carriker, 1910), – Pazifik- und Karibikseite Panamas, Weibchen brauner als Männchen, beide deutlich dunkler als C. s. poliocephalus, Scheitel und Nacken schwärzer, obere Brust dunkler grau. Ähnelt dem C. s. modestus, aber dunkler, oben mehr rötlich-braun, weniger ockerfarben unten.
- C. s. mustelinus (Bangs, 1905), – Nordostkolumbien und äußerster Nordwesten Venezuelas, ähnlich der Nominatform, aber weniger rotbraun oben, mehr bräunlich und weniger gelbbraun unten, beim Weibchen bräunlichere Kopfkappe und nicht rußfarben
- C. s. soui (Hermann, 1783), Nominatform, – Südostkolumbien bis Guyanas und Nordostbrasilien nördlich des Amazonas
- C. s. andrei (Braburne & Chubb, 1914), – in Trinidad und Nordostvenezuela, sehr ähnlich der Nominatform, aber Oberseite dunkler und weniger rötlich, beim Männchen weniger helle Unterseite mehr gelbbraun-oliv
- C. s. caucae (Chapman, 1912), – Tal des Río Magdalena in Nordkolumbien, Weibchen dunkler als C. s. mustelinus mit rußfarbener Kopfkappe, Brust kräftig grau überhaucht, Männchen auf der Oberseite brauner und weniger rötlich
- C. s. harterti (Brabourne & Chubb 1914), – Pazifikseite Kolumbiens, Ecuador und äußerster Nordwesten Perus, ähnlich C. s. caucae, Weibchen aber mehr grau-braun, weniger rötlich oben, und wesentlich weniger rötlich an der Unterseite, Brust grauer, weniger gelbbraun. Männchen ist insgesamt dunkler und weniger ockerfarben untten, an Flanken und Beinen dunkel gebändert
- C. s. caqueta (Chapman, 1915), – Südostkolumbien, Männchen von der Nominatform nicht sicher zu unterscheiden, Weibchen insgesamt dunkler und brauner, graues Band auf der Brust
- C. s. nigriceps (Chapman, 1923), – Ostecuador und Nordostperu, ziemlich dunkel gefärbt, insbesondere an Kopfseiten, an unterer Brust und Bauch. Weibchen dunkel kastanienbraun oben, heller und kastanien- bis rotbraun unten, Brust ohne Hauch von Gelbbraun oder Ocker. Männchen dunkel fuchsbraun oben, besonders am Kopf, Brust und Flanken deutlich fuchsbraun überhaucht
- C. s. albigularis (Brabourne & Chubb, 1914), – Nord- und Ostbrasilien südlich des Amazonas bis Rio de Janeiro, kein Geschlechtsdimorphismus, sehr ähnlich der Nominatform, aber weniger rötlich oben, Scheitel bräunlicher, weniger grau
- C. s. inconspicuus (Carriker, 1935), – Zentral- und Ostperu und Nordbolivien, ähnlich C. s. albigularis, aber dunkler, Oberseite mehr fuchsbraun, Männchen dunkel-braun unten, Weibchen grauer an der Unterseite

## Stimme
Der auffällige Ruf ist häufiger zu hören als dass der Vogel zu sehen ist. Das hohe zittrige Pfeifen erinnert an den Großtinamu (Tinamus major), ist aber dünner und höher.

## Lebensweise
Die Nahrung besteht aus Früchten und Pflanzensamen, auch aus Insekten und gelegentlich kleinen Fröschen, die umherwandern auf dem Erdboden gesucht werden.
Die Brutzeit verteilt sich in Costa Rica und Trinidad über das ganze Jahr, in Suriname liegt sie zwischen April–Juli und Dezember–Januar. Das Gelege besteht meist aus zwei glänzenden und dunkel purpurfarbenen Eier, die über mindestens 16 Tage ausgebrütet werden.

## Gefährdungssituation
Der Bestand gilt als „nicht gefährdet“ (Least Concern).